# 1906년 영국 총선
1906년 영국 총선은 1906년 영국에서 치러진 총선으로, 헨리 캠벨배너먼 총리의 자유당이 압도적 과반을 차지하였다. 아일랜드 민족주의 정당인 아일랜드 의회당은 아일랜드 의석 대부분을 차지하였으며, 신흥 사회주의 정당인 노동대표위원회도 의석을 29석이나 늘려 크게 약진했다. 

## 선거 결과
정당별 의석수
| 정당              | 의석수 |
| ----------------- | ------ |
| 자유당            | 397    |
| 보수당-자유연합당 | 156    |
| 아일랜드 의회당   | 82     |
| 노동당            | 29     |
| 무소속            | 6      |
| 합계              | 670    |

정당 득표율
| 정당              | 득표수    | 득표율 |
| ----------------- | --------- | ------ |
| 자유당            | 2,565,644 | 48.9%  |
| 보수당+자유연합당 | 2,278,076 | 43.4%  |
| 노동당            | 254,202   | 4.8%   |
| 아일랜드 의회당   | 33,231    | 0.6%   |
| 사회민주연방      | 18,446    | 0.4%   |
| 스코티쉬 노동자당 | 14,877    | 0.3%   |
| 자유무역          | 8,974     | 0.2%   |
| 무소속            | 73,222    | 1.4%   |
| 총합              | 5,246,672 |        |